# Пусанский культурный центр
Пусанский дворец культуры (кор. 부산문화회관 Пусан мунхва хвегван) — культурно-музейный комплекс в районе Намку города-метрополии Пусан, Республика Корея. Открыт в 1988 году.

## Структура
В структуре Пусанского культурного центра состоят:
- Большой театр
- Средний театр
- Маленький театр
- Выставочный зал
- Международный конференц-зал